# Прохоров, Владислав Сергеевич
Владислав Сергеевич Прохоров (род. 31 марта 1998, Пермь) — российский актёр и музыкант. Наиболее известен благодаря своим ролям в фильмах «Между нами лето» и «Руки вверх!»и сериале «Универ. Молодые!»

## Биография
Владислав Прохоров появился на свет 31 марта 1998 года в Перми. О ранней жизни Владислава известно мало, но учителя положительно отзывались об актере, называя его гордостью школы.
В 9 лет актер стал сиротой, потеряв почти одновременно обоих родителей. Обстоятельства смерти не уточняются, но известно, что актер после смерти родителей воспитывался бабушкой. 
Актером он решил стать в 10 классе и начал обучаться актерскому мастерству в своем родном городе, а после получения аттестата переехал в Москву. Там он мог поступить в различные престижные актерские училища, в том числе в Театральное училище имени Щепина и ГИТИС, но выбрал курс заслуженного деятеля искусств России Виктора Рыжакова в МХАТ.
С 2020 года Владислав Прохоров играет в постановках «Современника», самой крупной ролью молодого актера был брат Зули и Гули Закария в постановке «Первый хлеб», в которой также задействована Лия Ахеджакова.
Дебютировал Влад в 22 года, сыграв роль мажора в сериале «Исправление и наказание». Затем последовал ряд ролей в успешных проектах, в том числе «Ёлки 9» и «Наводнение», первая же главная роль Владислава была в сериале «Между нами лето».

## Личная жизнь
В интервью Владимиру Вернику Влад Прохоров заявил, что у него есть девушка, но более точной информации в СМИ нет.
Актер любит путешествовать, а также играет на флейте и аккордеоне.

## Фильмография

### Фильмы
| Год  | Название        | Роль         | Примечание |
| ---- | --------------- | ------------ | ---------- |
| 2022 | Ёлки 9          | Виталик      | [ 7 ]      |
| 2022 | Наводнение      | Дима         | [ 8 ]      |
| 2024 | Между нами лето | Саша         | [ 9 ]      |
| 2024 | Руки вверх!     | Сергей Жуков | [ 10 ]     |

### Сериалы
| Год  | Название                    | Роль          | Примечание |
| ---- | --------------------------- | ------------- | ---------- |
| 2021 | Исправление и наказание     | Костя         | [ 11 ]     |
| 2022 | Закрыть гештальт            | Максим Путров | [ 12 ]     |
| 2022 | Мафия — дело семейное       | Дима Синицын  | [ 13 ]     |
| 2024 | Очевидное невероятное       | Джей Джок     |            |
| 2025 | Министерство Всего Хорошего | Едва          | [ 14 ]     |
| 2025 | Универ. Молодые             | Фёдор Сычев   | [ 15 ]     |

### Музыкальные клипы
| Год  | Исполнитель | Название                 | Примечание |
| ---- | ----------- | ------------------------ | ---------- |
| 2023 | Моя Мишель  | Ветер меняет направление | [ 16 ]     |

## Роли в театре
| Театр       | Спектакль   |
| ----------- | ----------- |
| Современник | Первый хлеб |
| Современник | Живой       |
| Современник | Оттепель    |
| Современник | Немой выбор |
| Современник | Театр       |